# Chán ăn tâm thần
Chán ăn tâm thần (tiếng Anh: anorexia nervosa), hay chán ăn tâm lý, biếng ăn tâm lý, là một dạng của bệnh rối loạn ăn uống, có các triệu chứng như trọng lượng cơ thể thấp và sự bất thường trong cảm nhận về ngoại hình của bản thân, bị ám ảnh sợ hãi tăng cân. Người mắc chứng chán ăn biết rõ cách để giảm cân như chủ động nhịn ăn, dùng thuốc nhuận tràng, thuốc làm ăn mất ngon, nôn mửa hoặc tập thể dục rất nặng để tiêu hao năng lượng, ngoài ra họ có thể dùng thuốc ăn kiêng, lợi tiểu. Chứng bệnh này chủ yếu ảnh hưởng đến các thiếu nữ, chỉ khoảng 10% người mắc là nam giới. Chán ăn tâm thần có nguyên do phức tạp, nó là sự kết hợp của các yếu tố sinh học thần kinh, tâm lý và xã hội, trong trường hợp bị nặng, có thể dẫn đến cái chết. Bằng chứng là vào năm 2006, thế giới đã thực sự sửng sốt sau sự ra đi vĩnh viễn của người mẫu Brasil Ana Carolina Reston khi mới 21 tuổi, tại thời điểm đó cô chỉ nặng có 40 kg trong khi chiều cao là 1,72 m, chỉ số khối cơ thể (BMI) vào khoảng 13,4 thấp hơn nhiều so với giá trị cho phép. Ana từng là người mẫu quảng cáo cho hãng thời trang nổi tiếng thế giới của Giorgio Armani. Sau vụ việc này các quốc gia như Tây Ban Nha, Ý và Brasil đã cấm những người mẫu siêu gầy tham gia trình diễn. Tuy nhiên, hai trung tâm thời trang hàng đầu châu Âu là Paris và London vẫn từ chối áp dụng lệnh cấm kiểu này.

## Từ nguyên và phân biệt
Về mặt từ nguyên, thuật ngữ chán ăn có nguồn gốc từ tiếng Hy Lạp: a là tiền tố phủ định, n có tác dụng liên kết giữa hai nguyên âm và orexis có nghĩa là muốn ăn do vậy nghĩa của từ này là không muốn ăn.
Cần phân biệt chứng chán ăn tâm thần với chán ăn sinh lý, chúng có một số biểu hiện chung có thể gây nhầm lẫn với nhau. Khác biệt cơ bản giữa chúng là chán ăn sinh lý có nguyên nhân từ bệnh thực thể chẳng hạn như rối loạn dạ dày, ruột, các bệnh rối loạn chuyển hoá, đau răng, họng sưng hoặc miệng có các tổn thương...Chán ăn tâm thần thì khác, nguyên nhân của nó bắt nguồn từ các yếu tố tâm lý hoặc sinh tâm lý.

## Biểu hiện
Có một số đặc điểm không nhất thiết là chẩn đoán cho chứng chán ăn tâm thần, nhưng thường được tìm thấy ở người mắc loại rối loạn ăn uống này.

### Tâm lý
Hành vi khởi nguồn từ tâm lý, hàng loạt các vấn đề có thể xảy đến với người mắc bệnh này, họ có sự nhìn nhận về trọng lượng cũng như vẻ đẹp hết sức sai lệch, cụ thể là:
- Méo mó trong tự cảm nhận ngoại hình cơ thể của bản thân
- Tự đánh giá bản thân phần lớn hoặc thậm chí toàn bộ phụ thuộc vào ngoại hình như thế nào và trọng lượng là bao nhiêu
- Ám ảnh về thức ăn và cân nặng
- Có tính cách của người cầu toàn
- Có khả năng mắc rối loạn ám ảnh cưỡng chế tức là có những ý nghĩ hoặc/và hành vi ép buộc lặp đi lặp lai gây ảnh hưởng nghiêm trọng đến cuộc sống
- Lo âu quá độ
- Tin rằng qua việc điều khiển thức ăn và cơ thể đồng nghĩa với việc điều khiển cuộc sống của mình
- Không chấp nhận rằng trọng lượng thấp thì nguy hiểm và có thể dẫn đến cái chết
- Không chấp nhận trọng lượng hay sức khỏe ở mức bình thường
- Rất nhạy cảm với những nhận xét về trọng lượng cơ thể
- Giảm sự sáng suốt

### Thể chất

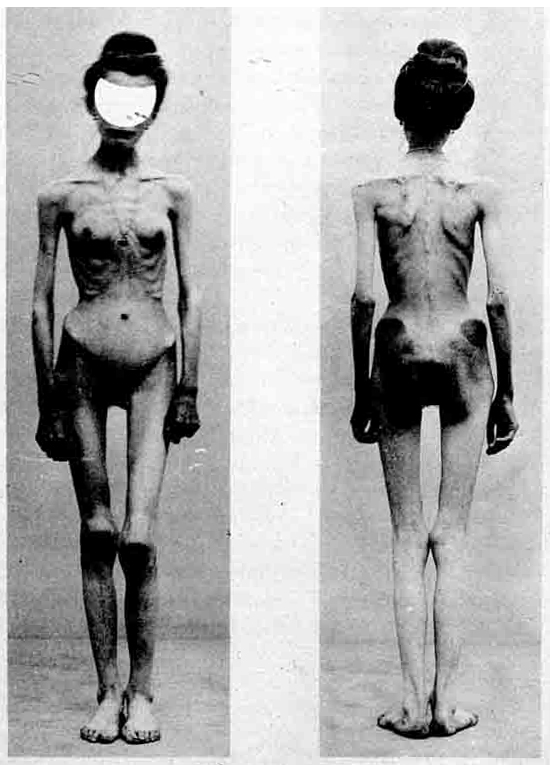
Hai hình ảnh của người phụ nữ mắc chứng bệnh chán ăn

Chán ăn tâm thần có thể làm ảnh hưởng nghiêm trọng đến các cơ quan và hoạt động sinh lý, đặc biệt là cấu trúc và chức năng của tim và hệ thống tim mạch. Người bệnh gặp những vấn đề về cân bằng điện giải, mức phosphat ở mức thấp là nguyên nhân gây ra những rắc rối ở tim, làm suy yếu cơ bắp và giảm khả năng miễn dịch.
Người mắc chứng chán ăn tâm thần trước tuổi trưởng thành có thể bị chậm phát triển thể chất dẫn đến còi cọc và các hoóc môn chủ yếu ở mức thấp hơn bình thường (trong đó có hoóc môn sinh dục) đồng thời mức cortisol tăng mãn tính. Bệnh loãng xương cũng xuất hiện ở 38% đến 50% trường hợp (bệnh nhân trước tuổi trưởng thành). Dinh dưỡng kém dẫn đến chậm phát triển cấu trúc cơ bản của xương và mật độ xương cũng ở mức thấp. Bệnh không gây tác hại giống như nhau ở tất cả mọi người, chẳng hạn có sự khác biệt rõ ràng về tác hại của bệnh giữa thanh niên và người trưởng thành.
Thay đổi cấu trúc và chức năng của não bộ là dấu hiệu sớm của bệnh. Sự phình to của não thất có liên quan đến việc nhịn ăn. Chán ăn tâm thần cũng làm giảm lưu lượng máu trong thái dương, mặc dù điều này được tìm thấy không tương xứng với khối lượng cơ thể hiện thời, nó có thể là đặc điểm nguy hiểm hơn là kết quả của sự nhịn ăn.
Các tác hại khác bao gồm:
| - Trọng lượng cơ thể giảm quá nhiều - Chỉ số khối cơ thể (body mass index - BMI) dưới 17,5 ở người trưởng thành hoặc thấp hơn 85% so với cân nặng bình thường ở trẻ em - Ngăn cản sự phát triển thể chất - Rối loạn nội tiết, dẫn đến tình trạng mất kinh ở phụ nữ, giảm ham muốn, bất lực ở nam giới - Có dấu hiệu của sự nhịn ăn như giảm trao đổi chất, tim đập chậm, huyết áp thấp, thân nhiệt giảm và thiếu máu - Điện giải và khoáng chất của cơ thể ở mức bất thường - Tóc thưa - Phát triển lông tơ khắp cơ thể - Luôn cảm thấy lạnh - Thiếu chất kẽm - Giảm số lượng bạch cầu - Giảm khả năng miễn dịch | - Da xanh và mắt trũng - Các khớp và xương có vấn đề - Xuất hiện vùng chất lỏng quanh mắt cá chân vào ban ngày và quanh mắt vào ban đêm - Sâu răng - Táo bón - Khô da - Môi khô hay bị nứt nẻ - Giảm tuần hoàn dẫn đến các cảm giác tê tê buồn buồn như bị kiến bò và xuất hiện vết ban đỏ ở các chi - Trong trường hợp cân nặng bị giảm quá lớn có thể dẫn đến tình trạng khó khăn trong di chuyển - Đau đầu - Móng tay dễ gãy - Dễ dàng xuất hiện các vết thâm - Dáng điệu yếu đuối |

### Cảm xúc
- Lòng tự trọng xuống thấp
- Biểu hiện sự sợ hãi mãnh liệt bị thừa cân
- Có dấu hiệu trầm cảm hoặc tâm trạng luôn buồn phiền, không ổn định

### Các quan hệ xã hội
- Từ bỏ các quan hệ bạn bè và các quan hệ tương đương khác
- Có vấn đề trong các mối quan hệ với người thân trong gia đình

### Hành vi
- không thực hiện các nhu cầu cơ bản như "ăn" và "ngủ"
- Tập thể dục nặng, hạn chế thực phẩm
- Ăn uống hoặc tập luyện một cách kín đáo
- Uể oải
- Tự gây thương tích, lạm dụng chất hoặc có ý định tự tử
- Nóng nảy khi bị bắt ăn các thức ăn bị liệt vào danh sách "cấm ăn"

## Các nguyên nhân gây bệnh
Không có nguyên nhân đơn lẻ cho chứng biếng ăn tâm lý, căn bệnh phát sinh từ sự phối hợp các nguyên nhân sinh học, xã hội và tâm lý. Hiện tại các nghiên cứu vẫn tập trung vào các yếu tố này để khám phá ra các nguyên nhân mới. Vẫn có nhiều điều không rõ ràng về việc các nguyên nhân trên đóng góp như thế nào vào sự phát triển của bệnh. Đặc biệt hay gây tranh cãi là có đúng các yếu tố truyền thông gây sức ép lên phụ nữ phải có cơ thể thật mảnh mai dẫn đến bệnh chán ăn tâm thần hay không?.

### Nguyên nhân xã hội và môi trường

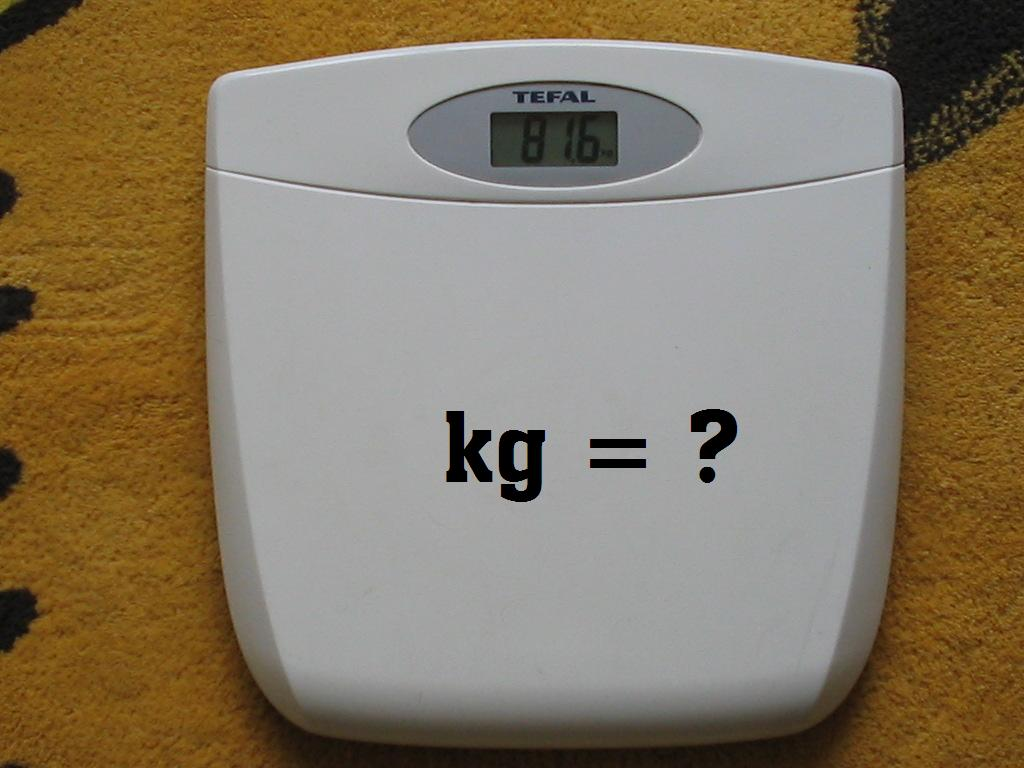
Cân nặng là điều ám ảnh đối với người bệnh

Các nghiên cứu văn hóa xã hội đều làm nổi bật vai trò của yếu tố văn hóa, ví dụ đề cao vóc dáng gầy như một ngoại hình lý tưởng cho nữ giới ở các nước công nghiệp phát triển phương Tây, đặc biệt thông qua truyền thông.
Một nghiên cứu dịch tễ học gần đây trên 989.871 người Thụy Điển chỉ ra rằng gen, văn hóa quốc gia và tình trạng kinh tế xã hội là các ảnh hưởng mạnh nhất trong việc phát triển bệnh biếng ăn tâm lý, những người có cha mẹ không phải là gốc châu Âu nằm trong số những người có ít nguy cơ nhất, còn trong số những người có điều kiện kinh tế tốt thì các gia đình da trắng có nguy cơ cao nhất.
Một nghiên cứu cổ điển được thực hiện bởi Garner và Garfinkel chứng minh rằng những người làm các công việc phải chịu sức ép của xã hội phải trở nên gầy ốm như các người mẫu và các vũ công có nguy cơ phát triển bệnh cao nhất, các nghiên cứu thêm chỉ ra những người bị mắc chứng biếng ăn tâm lý phải tiếp xúc nhiều nhất với văn hóa đề cao sự gầy ốm.
Mặc dù biếng ăn tâm lý thường liên hệ với nền văn hóa phương Tây, nhưng với sự lan tỏa của truyền thông phương Tây, sẽ dẫn đến sự gia tăng bệnh ở các nước khác. Tuy nhiên các nền văn hóa khác không cho thấy sự ám ảnh sợ hãi béo như các nước phương Tây mà thường thay vào đó là giảm sự ngon miệng kèm với các đặc điểm khác.
Có một tỉ lệ cao báo cáo về tình trạng bị Lạm dụng tình dục khi còn nhỏ ở những người được chẩn đoán chán ăn tâm thần (với bệnh nhân nội trú có hơn 50% thú nhận với người chăm sóc còn với người bệnh ngoại trú tỉ lệ này có giảm một chút). Mặc dù trong giai đoạn bị lạm dụng không cho thấy các nhân tố nguy cơ đặc biệt cho chứng chán ăn nhưng những người này tăng khả năng phát triển các triệu chứng nguy hiểm và mãn tính.
Internet cho phép người chán ăn tâm thần và ăn ói kết nối và chia sẻ với những người khác ngoài môi trường điều trị, với nguy cơ thấp bị từ chối. Rất nhiều các trang web đa dạng xuất hiện được lập ra bởi người đang mắc bệnh hoặc đã từng mắc bệnh và những cái khác thì do các chuyên viên trong lĩnh vực này. Phần lớn các trang này cung cấp cái nhìn y học về bệnh chán ăn tâm thần như một rối loạn có thể điều trị, tuy nhiên một số trang khác lại cổ vũ cho chứng bệnh này với các phương pháp giảm cân và coi đó như sự lựa chọn cách sống riêng của mình, điều này gây ảnh hưởng không nhỏ đến các phụ nữ bình thường.

### Nguyên nhân di truyền
Nghiên cứu trên các gia đình và các cặp sinh đôi (nghiên cứu trên các đối tượng sinh đôi rất hay được dùng để xác định ảnh hưởng của yếu tố gien, sinh đôi có hai kiểu một là sinh đôi cùng trứng, còn lại là sinh đôi khác trứng - sinh đôi cùng trứng có tỉ lệ trùng lặp gien cao hơn) cho thấy yếu tố gien đóng góp khoảng 50% gây bệnh rối loạn ăn uống và các gien gây chứng biếng ăn tâm lý cũng là các gien gây ra bệnh trầm cảm. Có những bằng chứng rõ ràng về việc gien gây ảnh hưởng lớn đến thói quen ăn uống, nhân cách và cảm xúc.
Trong một nghiên cứu khác việc thay đổi gien vận chuyển norepinephrine có liên quan đến chứng chán ăn tâm thần dạng hạn chế nhưng lại không liên quan đến chán ăn tâm thần dạng ăn nhiều/tẩy rửa (có thể là vì mẫu nghiên cứu nhỏ).

### Yếu tố dinh dưỡng
Không dung nạp kẽm là nguyên nhân làm giảm sự thèm ăn  và cái là biến chứng trong bệnh chán ăn tâm thần, dẫn đến thiếu chất kẽm đối với cơ thể. Việc sử dụng chất kẽm trong điều trị được ủng hộ từ năm 1979 bởi Bakan. Có ít nhất 5 thử nghiệm chứng minh rằng kẽm giúp khôi phục lại trọng lượng cơ thể. Trong một thí nghiệm ngẫu nhiên vào năm 1994 có sử dụng phép so sánh đối chiếu với thuốc trấn yên (hay còn gọi là giả dược) - placebo (thuốc thực tế không có tác dụng nào, cần so sánh như vậy là vì để tránh trường hợp thuốc không có ích nhưng do tác dụng tâm lý tin rằng mình đang dùng thuốc có thể làm bệnh nhân có những biểu hiện tốt lên) cho thấy sử dụng 14 mg mỗi ngày tăng gấp đôi khả năng khôi phục trọng lượng. Sự thiếu hụt các chất dinh dưỡng khác như tyrosine, tryptophan, vitamin B1 là một trong các yếu tố gây ra bệnh suy dinh dưỡng.

## Thống kê trên thế giới

Tỉ lệ mắc chán ăn tâm thần theo giới tính

Phần lớn những nghiên cứu về tác động và tỉ lệ mắc trong cộng đồng của bệnh chán ăn tâm thần được thực hiện ở các nước công nghiệp phát triển, do vậy kết quả này không thể áp dụng cho các khu vực khác. 
Trong một nghiên cứu gần đây tỉ lệ mắc được tìm thấy là từ 8 đến 13 trường hợp trên 100.000 người trên một năm và có khoảng 0,3% phù hợp với các tiêu chuẩn chẩn đoán (chú ý là phù hợp với các tiêu chuẩn chẩn đoán chưa chắc chắn khẳng định mắc bệnh). Tỉ lệ theo giới tính là 10% nam giới và 90% nữ giới. Những nghiên cứu này cũng chứng thực rằng căn bệnh này chủ yếu ảnh hưởng đến phụ nữ trẻ tuổi, với 40% trường hợp là các bệnh nhân nữ từ 15 đến 19 tuổi. 
Thêm vào đó phần lớn các trường hợp không liên hệ với các dịch vụ chăm sóc sức khỏe tâm thần. Điều đặc biệt phải lưu ý là căn bệnh này không loại trừ một ai, bất cứ lứa tuổi, trình độ học vấn nào cũng có thể mắc. Trong tháng 3 năm 2008 giảng viên đại học 49 tuổi người Anh bà Rosemary Pope có bằng tiến sĩ tâm lý và có kiến thức tốt về sức khỏe đã chết bởi bệnh chán ăn tâm thần, tại thời điểm mất bà chỉ nặng có 30 kg.

### Tỉ lệ tử vong
Biếng ăn tâm lý là bệnh có tỉ lệ tử vong xấp xỉ 6%, tức là cứ 100 người mắc bệnh thì có sáu người bị chết, tỉ lệ này được ghi nhận là cao nhất trong các rối loạn tâm lý. Tỉ lệ tự sát ở bệnh nhân cũng là cao so với cộng đồng và là nguyên nhân chính dẫn đến cái chết.

### Tỉ lệ ở một số quốc gia
Những con số thống kê dưới đây là tỉ lệ mắc bệnh được phát hiện tại một thời điểm tính riêng cho nữ giới, con số thống kê nguy cơ mắc bệnh thì cao hơn nhiều, chẳng hạn khả năng trong cuộc đời của mình một phụ nữ ở Na Uy bị mắc chứng chán ăn tâm thần là 5,7% trong khi đó con số phát hiện tại một thời điểm chỉ là 0,3%. Ngoài ra những số liệu này phần lớn được rút ra từ các mẫu nghiên cứu từ nhỏ đến trung bình do vậy con số thực tế (cần phải nghiên cứu trên quy mô rất lớn) có thể khác.
| Quốc gia | Tỉ lệ |
| -------- | --- |
| NaUy     | 0,3% đối với nữ giới |
| Hoa Kỳ   | 0,1% cho toàn dân(cả nam và nữ), riêng với nhóm phụ nữ từ 14 đến 18 là 1% . 95% là người da trắng, 75% là thanh thiếu niên |
| Anh      | 0,02% cho toàn dân, riêng với nhóm phụ nữ từ 15 đến 29 là 0,1% trong năm 1995; Tăng lên 0,5% vào năm 2005                  |
| Nhật Bản | 0,005%, nhưng nếu tính riêng nhóm phụ nữ độ tuổi từ 15 đến 29 thì con số này là 0,017%                                     |
| Mexico   | 0% (nghiên cứu trên sinh viên)                                                                                             |
| Romania  | 0,6% nữ học sinh (trong một nghiên cứu trên học sinh trung học)                                                            |
| Tanzania | 1,9% (mẫu nghiên cứu nhỏ)                                                                                                  |
| Hungary  | 0.03% (nghiên cứu trên phụ nữ từ 15 đến 24 tuổi)                                                                           |

### Một số người chết vì chán ăn tâm thần
|  | - Renée Vivien (11/6/1877 - 18/11/1909) 22 tuổi - Susan Peters (3/7/1921 - 23/10/1952) 31 tuổi - Karen Carpenter (2/3/1950 – 4/2/1983) 32 tuổi - Christy Henrich (18/7/1972 – 26/7/1994) 22 tuổi - Lena Hilda Zavaroni (4/11//1963 - 1/10/1999) 35 tuổi - Deborah Ann Debbie Barham (20/11/1976 - 20/4/2003) 26 tuổi - Luisel Ramos (12/4/1984 – 2/8/2006) 22 tuổi - Ana Carolina Reston Macan (4/6/1984 – 15/11/2006) - Eliana Elle Ramos (23/12/1988 – 13/2/2007) 18 tuổi - Isabelle Caro (12/9/1982 – 17/11/2010) 28 tuổi |

## Chẩn đoán và các đặc điểm lâm sàng
Các tiêu chuẩn chẩn đoán của bệnh chán ăn tâm thần thường dùng bắt nguồn từ Tài liệu Thống kê, Chẩn đoán của Hiệp hội Tâm thần Mỹ về các Rối loạn Tinh thần (DSM-IV-TR) và Tài liệu Phân loại Bệnh tật Quốc tế của Tổ chức Y tế Thế giới (ICD-10).
Mặc dù các kiểm tra sinh lý có thể giúp chẩn đoán biếng ăn tâm lý nhưng khi chẩn đoán thực sự thì thường cần kết hợp với các biểu hiện hành vi, niềm tin và các biểu hiện ra bên ngoài cơ thể của bệnh nhân. Chẩn đoán chán ăn tâm thần được thực hiện bởi nhà tâm lý học lâm sàng, bác sĩ tâm lý hoặc các y sĩ lâm sàng đủ tiêu chuẩn khác.
Tiêu chuẩn chẩn đoán cho chứng chán ăn tâm thần theo ICD-10 được trình bày đầy đủ ở liên kết này liên kết này còn theo DSM-IV-TR thì ở đây Lưu trữ ngày 18 tháng 4 năm 2008 tại Wayback Machine.
Bảng so sánh:
Thêm vào đó DSM-IV-TR còn chia thêm hai dạng con nữa:
- Dạng hạn chế: Trong suốt giai đoạn mắc bệnh chán ăn tâm thần người bệnh không thường xuyên có các hành vi ăn quá nhiều hoặc làm trống dạ dày, tên đầy đủ của bệnh là chán ăn tâm thần dạng hạn chế.
- Dạng ăn nhiều hoặc dạng tẩy rửa: Trong thời gian mắc chứng chán ăn tâm thần người bệnh thường có hành vi ăn quá nhiều hoặc làm trống dạ dày (có nghĩa là cố tình nôn mửa, tập thể dục quá nặng, lạm dụng thuốc nhuận tràng, lợi tiểu, rửa ruột). Tên đầy đủ của bệnh là chán ăn tâm thần dạng ăn nhiều (tẩy rửa).

## Đưa ra chẩn đoán và các tranh cãi
Có những khó khăn trong việc chẩn đoán bệnh chán ăn tâm thần, ăn ói (đây là một dạng khác của rối loạn ăn uống, người bệnh ăn nhiều sau đó lại nôn ra để ăn tiếp, khác với ăn vô độ ăn nhiều nhưng không nôn ra) và các dạng rối loạn ăn uống khác (ENDOS - eating disorder not otherwise specified) bởi vì có nhiều triệu chứng chung giữa các bệnh này.
Thêm vào đó, dường như chỉ cần một thay đổi nhỏ trong hành vi và thái độ (như là bệnh nhân nói rằng mình cảm thấy chủ động trong hành vi ăn quá nhiều) thì có thể làm thay đổi chẩn đoán từ bệnh chán ăn tâm thần dạng ăn nhiều sang bệnh ăn ói (bulimia nervosa). Điều này dẫn đến tình trạng là một người có thể được chẩn đoán nhiều lần khác nhau khi mà hành vi và niềm tin của bệnh nhân thay đổi theo thời gian.
Hơn nữa một điều quan trọng cần chú ý là một người vẫn có thể phải chịu những nguy cơ đến sức khỏe và cuộc sống do rối loạn ăn uống dù rằng chỉ một vài triệu chứng vẫn tồn tại. Trên thực tế có khá nhiều bệnh nhân được chẩn đoán là mắc ENDOS thường có tất cả các tiêu chuẩn chẩn đoán cho bệnh chán ăn tâm thần nhưng thiếu mất tiêu chuẩn là không có kinh nguyệt trong 3 chu kỳ liên tiếp - một tiêu chuẩn quan trọng cho việc chẩn đoán chán ăn tâm thần đối với phái nữ. Susie Orbach và Naomi Wolf những người theo phong trào nữ quyền phê phán quan điểm cho rằng việc ăn kiêng và giảm cân là những vấn đề có nguyên nhân từ chính người phụ nữ mà không chú ý đến yếu tố xã hội đã áp đặt các khái niệm phi thực tế và có hại cho sức khỏe về chuẩn mực của cái đẹp (ví dụ như dáng vóc gầy ốm mới được coi là đẹp), khiến rất ít phụ nữ tự tin vào ngoại hình của mình.

## Điều trị
Bước điều trị đầu tiên cho người mắc chứng chán ăn tâm thần là tập trung vào việc lấy lại trọng lượng bình thường, đặc biệt đối với bệnh nhân đã quá nguy hiểm cần phải nhập viện, còn trong phần lớn trường hợp người bệnh được đối xử như bệnh nhân ngoại trú với sự chăm sóc của các bác sĩ thông thường, bác sĩ tâm thần, nhà tâm lý học lâm sàng và các chuyên gia về sức khỏe tâm thần khác. Một tạp chí lâm sàng gần đây gợi ý rằng các liệu pháp tâm lý có hiệu quả trong việc khôi phục lại trọng lượng, có kinh trở lại ở các bệnh nhân nữ và nâng cao chức năng tâm lý và xã hội hơn so với các hỗ trợ đơn giản và các chương trình giáo dục đơn thuần. Đồng thời không có trị liệu tâm lý nào tỏ ra có hiệu quả vượt trội so với các trị trị liệu khác. Chữa trị dựa trên nền tảng gia đình được cho là phù hợp trong điều trị với các bệnh nhân đang ở độ tuổi thanh niên.
Điều trị bằng thuốc như là SSRI hoặc thuốc chống trầm cảm không cho thấy hiệu quả trong điều trị chán ăn tâm thần cũng như ngăn ngừa tái phát bệnh. Thuốc chống trầm cảm vẫn được dùng nhưng chỉ cho các bệnh nhân có các rối loạn tâm lý đi kèm như lo âu và trầm cảm để ngăn chặn các rối loạn này. Sự bổ sung 14 mg kẽm trên ngày đang được khuyến cáo như điều trị thông thường cho chứng chán ăn tâm thần vì một nghiên cứu cho thấy rằng tốc độ tăng trọng lượng lên gấp đôi sau khi điều trị với kẽm. Cơ chế hoạt động của thuốc được xây dựng trên giả thiết là có sự gia tăng của chất dẫn truyền thần kinh trong nhiều bộ phận của não trong đó có amygdala sau khi kẽm được đưa vào dẫn đến gia tăng sự ngon miệng.

## Cần làm gì khi người thân bị chán ăn tâm thần
Khi một người bạn hoặc người thân bị biếng ăn tâm lý, chúng ta có thể giúp đỡ họ bằng cách:
- Nói chuyện với họ, nói cho họ hiểu tại sao chúng ta lo lắng. Hãy cho họ thấy rằng ta đang rất quan tâm và là chỗ dựa đáng tin cậy.
- Khuyến khích họ giãi bày tâm sự, tìm kiếm các tài liệu liên quan đến bệnh, nhưng cần lưu ý cung cấp các tài liệu hợp lý tránh làm người bệnh cảm thấy lo lắng thêm[40]
- Thúc giục họ đi gặp bác sĩ hoặc nhà tư vấn tâm lý.
- Người chán ăn tâm thần luôn khẳng định là họ không cần sự giúp đỡ dù trong thực tế họ rất cần. Việc điều trị càng sớm bao nhiêu sẽ càng giúp bệnh nhân mau chóng hồi phục sức khoẻ trở lại.